# 一品香
一品香（イーピンシャン）は、福岡県で店舗を展開する中華料理レストラン。「博多一品香」とも称する。

## 概要
1955年(昭和30年)2月、宮原満州生が福岡・中洲で創業。姉夫婦が天神で営んでいた一口餃子屋の暖簾分けを受け独立した。同店の元々の開店年から1951年(昭和26年)が一品香の創業年とされることもある。天神3丁目に店舗があった。独立後、宮原は当初、中洲の玉屋の裏手に6坪ほどの店舗を構えたが、1964年(昭和39年)に中洲の交番前に4階建てのビルを建設し移転。暖簾分けを経て、1970年(昭和45年)には資本関係のない4社(一品香本店、東中洲一品香、渡辺通り一品香、大橋一品香)に分かれて福岡市内で計14店舗が運営された。1979年(昭和54年)12月、「一品香フアーストフーズ株式会社」を設立。1988年(昭和63年)、中洲のビルを売却し郊外型店舗の展開を進め、ピーク時には直営25店舗の規模に成長した。
2005年(平成17年)には創業50周年を迎えた。2005年時点で10店舗を展開、そのうち博多駅店、小郡店、那珂川店、水城店の4店舗が一品香フアーストフーズが運営する直営店で、他の6店舗が東中洲一品香をFC本部とした独立店だった。また、関係会社アイシーケイがセントラルキッチンとして店舗向けに食材を製造し各店に提供していた。
2000年代以降、競合に押され業績が低迷。2007年(平成19年)5月、一品香フアーストフーズは決済不調となり同年末に直営の不採算店舗を閉店させたが、2008年(平成20年)1月、再び決済不調に陥り、東中洲一品香、アイシーケイとともに事業を停止した。FC店はその後も営業を続け、2022年(令和4年)現在3店舗が営業している。

### 一品香食品
1963年(昭和38年)4月、福岡市で「一品香食品工業株式会社」として設立。同年、「一品香食品株式会社」に社名を変更。一品香の看板商品である餃子の冷凍化に取り組み、1967年(昭和42年)に商品化。1968年(昭和43年)3月、子会社として「一品香商事株式会社」(福岡市、冷凍食品卸)を設立。同年、久山町に工場を建設。餃子に続いて焼売、ちゃんぽん、中華丼、ミートボールなどの冷凍食品化を実現させ、一品香店舗での調理の省力化に役立てられるとともに、ニッスイと提携し全国の百貨店やスーパーで販売された(p56)。1972年(昭和47年)の売上比率は餃子が70%、焼売・肉団子・包子が各10%。販売比率は百貨店・スーパー向けが75%、給食向けが20%だった(p113)。同社は旭化成傘下を経て1999年(平成11年)に日本たばこ産業の子会社化。グループ再編に伴い2008年(平成20年)からは加ト吉(現・テーブルマーク)の完全子会社となっている。

## 沿革
- 1955年(昭和30年)2月 - 創業。
- 1961年(昭和36年)1月 - 「株式会社一品香本店」を設立[15]。
- 1963年(昭和38年)4月 - 「一品香食品工業株式会社」を設立。
- 1963年(昭和38年)12月 - 「株式会社東中洲一品香」を設立[2]。
- 1972年(昭和47年)10月 - 「株式会社アイシーケイ」を設立[2]。
- 1979年(昭和54年)12月 - 「一品香フアーストフーズ株式会社」を設立[1]。
- 2005年(平成17年)2月 - 創業50周年。
- 2007年(平成19年)12月 - 小郡店が閉店[10]。
- 2008年(平成20年)1月 - 一品香フアーストフーズなど3社が決済不調により事業を停止。
- 2021年(令和3年)12月 - 大野城店（株式会社一品香大野城店）が開店。

## 店舗

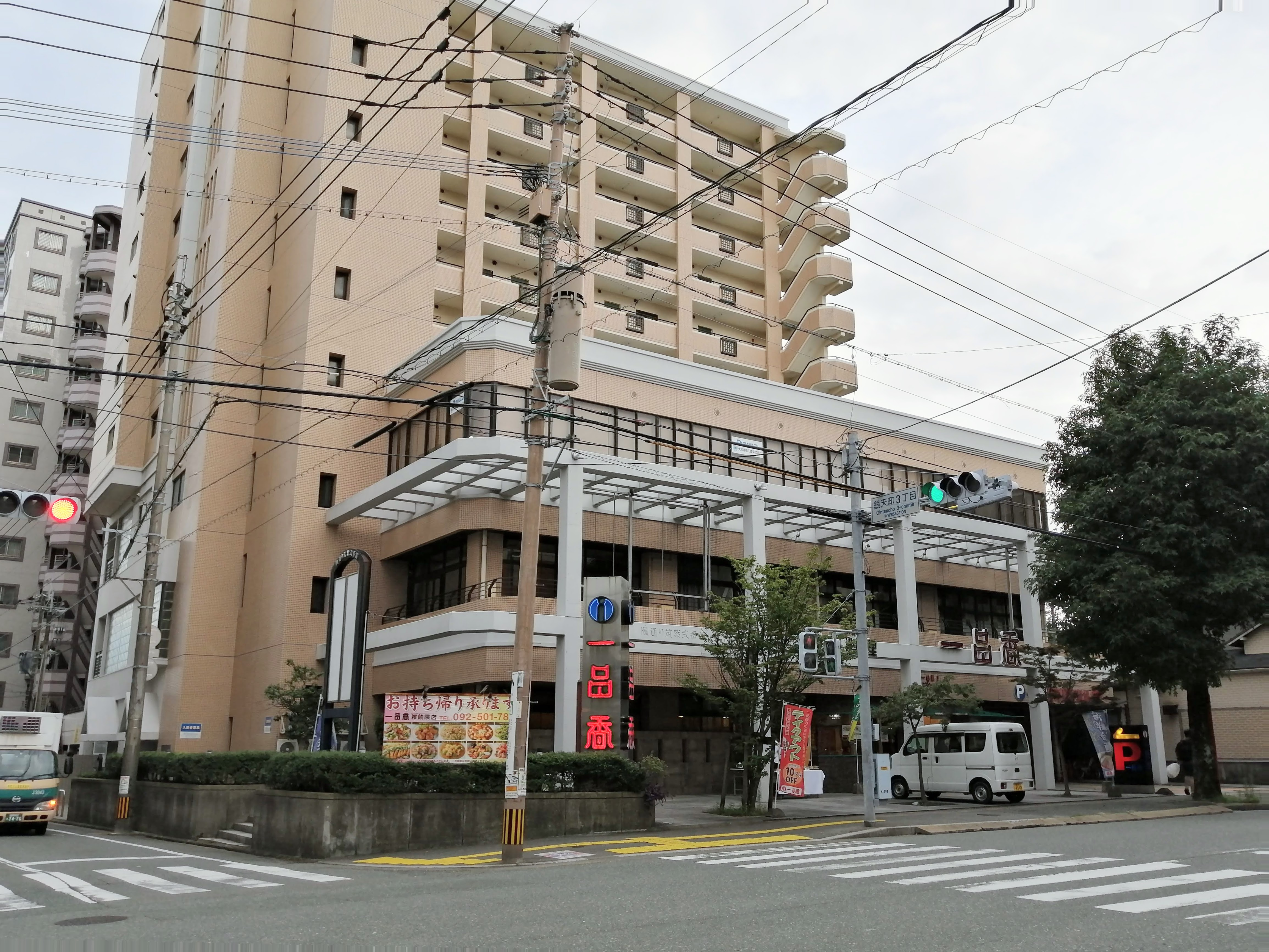
雑餉隈店

- 雑餉隈店 (福岡県福岡市博多区竹丘町2-3-9[5]) - 有限会社一品香フードサービス[注釈 6]が運営。
- 大野城店 (福岡県大野城市川久保1-4-14) - 株式会社一品香大野城店[注釈 7]が運営。雑餉隈店の2号店として2021年12月に開店[16]。
- 甘木店 (福岡県朝倉市大字一ツ木字長牟田18-22[17]) - 有限会社一品香甘木店[注釈 8]が運営。

### 過去の店舗
- 水城店 (福岡県太宰府市大字吉松字出口480-1[17]) - 2007年12月24日閉店。
- 那珂川店 (福岡県筑紫郡那珂川町松木1-66[17]) - 博多南駅開業に合わせて開店[18]。
- 小郡店 (福岡県小郡市小郡字町口1507-9[17]) - 直営店としては2007年12月25日閉店[10]。のちに有限会社一品香フードサービスが運営、2020年5月31日閉店[19]。
- 博多駅店 (福岡県福岡市博多区博多駅中央街1-1[17][5])
- 周船寺店 (福岡県福岡市西区周船寺3-11-6[17]) - 閉店後、跡地にはファミリーマートが開店。
- 八女店 (福岡県八女市吉田791[17])
- 大橋店 (福岡県福岡市南区大橋西鉄名店街内B-1[17]) - 2018年8月末閉店。
- 熊本清水店 (熊本県熊本市室園町1-1[20]) - 熊本電気鉄道が運営[21]。1982年1月15日開店[22]。唯一の熊本店であったが閉店。跡地はTKU住宅展示場の一角となっている。
- アイシーケイ 一品香セントラルキッチン (福岡県福岡市博多区板付1-3-6[20])